# Giglovce
Giglovce – wieś (obec) na Słowacji, w kraju preszowskim w powiecie Vranov nad Topľou. Pierwsza wzmianka pisemna o miejscowości pojawia się w roku 1408.
Wieś leży między miejscowościami Holčíkovce i Jasenovce, na wschód od zbiornika Veľká Domaša.

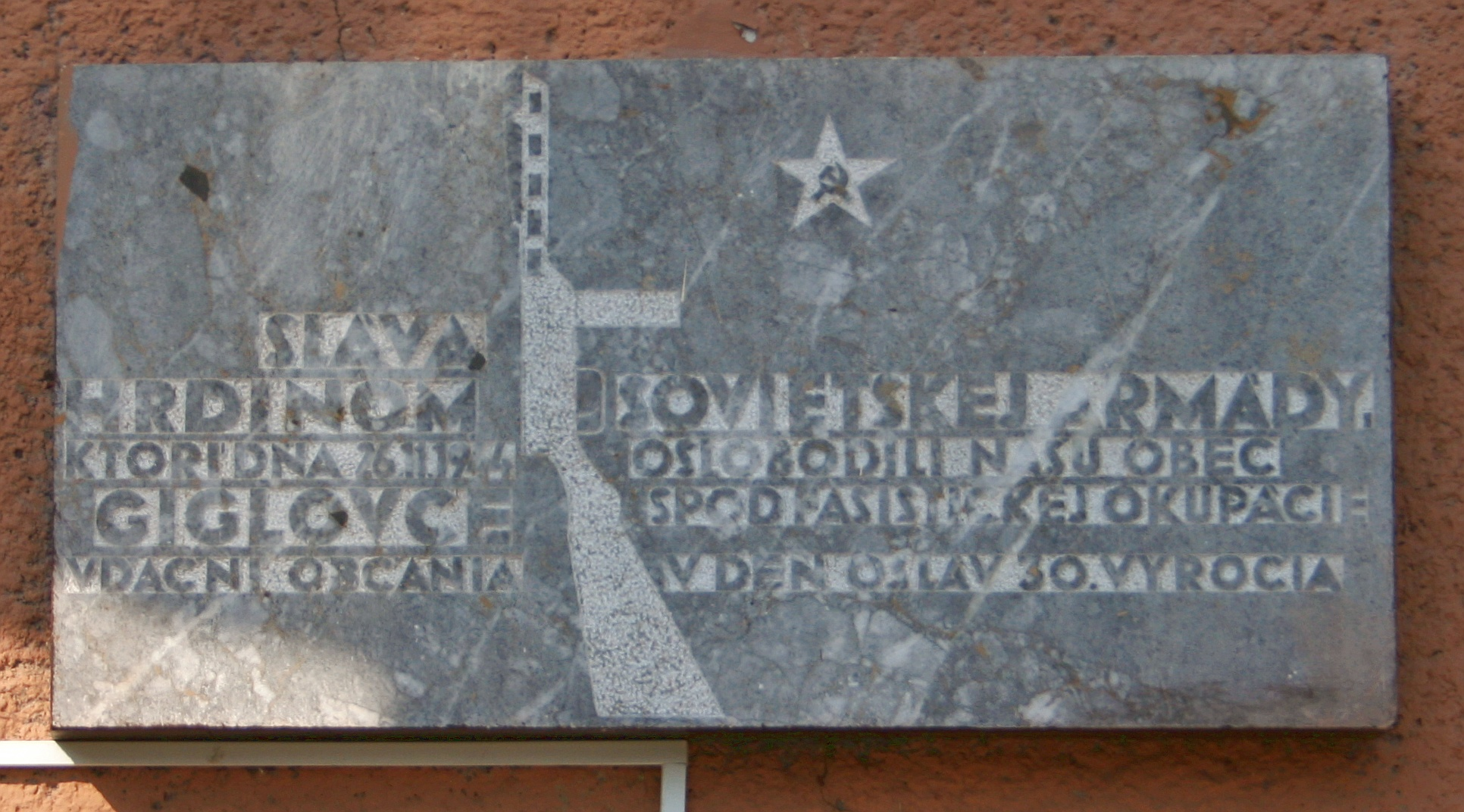
Tablica upamiętniająca oswobodzenie miejscowości 26 listopada 1944 przez Armię Radziecką